# David Rousset
David Rousset (* 18. Januar 1912 in Roanne; † 13. Dezember 1997 in Paris) war ein französischer Schriftsteller und politischer Aktivist.

## Leben
Der Sohn eines Metallarbeiters studierte Philosophie und Literatur an der Sorbonne. Von 1931 bis 1936 bereiste er Deutschland und die Tschechoslowakei. Ab 1931 war er Mitglied der Sozialistischen Studenten der SFIO. Als Lehrer näherte er sich dem Trotzkismus, dessen Führer er während dessen Aufenthalt in Frankreich kennenlernte, was 1935 zu seinem Ausschluss aus der SFIO führte. 1936 zählte Rousset zu den Gründern des trotzkistischen Parti ouvrier internationaliste (POI). Er widmete sich nun vorrangig dem antikolonialistischen Kampf in Algerien und Marokko. 1938 wurde er Korrespondent der amerikanischen Zeitschriften Fortune und Time. 1939 heiratete er Susie Elisabeth Elliot.
Während der deutschen Besetzung arbeitete Rousset an der geheimen POI mit. Am 16. Oktober 1943 wurde Rousset wegen seiner politischen Arbeit verhaftet, gefoltert, in dem berüchtigten Gefängnis von Fresnes festgehalten, dann ins KZ Buchenwald deportiert. Nach einem Todesmarsch vom KZ Neuengamme Richtung KZ Wöbbelin wurde Rousset von vorrückenden Truppen der Alliierten befreit.
Nach dem Krieg publizierte Rousset 1946 das Buch L’Univers concentrationnaire, ein grundlegendes Werk über die Konzentrationslager des NS-Regimes, das Hannah Arendt beeinflusste und seit 2020 in deutscher Übersetzung vorliegt. 1947 veröffentlichte er den dokumentarischen KZ-Roman Les Jours de notre mort. Neben der Fortsetzung seines antikolonialistischen Kampfes gründete Rousset 1948 mit Jean-Paul Sartre den kurzlebigen Rassemblement démocratique révolutionnaire (RDR), eine antitotalitaristische Linkspartei. Sartre näherte sich aber bald der Kommunistischen Partei Frankreichs (PCF).
Nach dem Sensationserfolg der französischen Fassung des sowjetkritischen Buches J’ai choisi la liberté (1947) eines sowjetischen Überläufers und dem gewonnenen Prozess Krawtschenko des Autors gegen Les Lettres françaises, die Literaturzeitschrift des PCF, gründete Rousset im Oktober 1950 die Commission internationale contre le régime concentrationnaire (CICRC), die Untersuchungen bezüglich der KZs in Spanien, Griechenland, Jugoslawien und der Sowjetunion durchführte. Erstmals in Frankreich verwendete Rousset den Begriff Gulag für das Lagersystem der Sowjetunion. Er wurde daraufhin von den Lettres françaises „trotskyste falsificateur“ (trotzkistischer Fälscher) genannt. Rousset klagte und gewann den Verleumdungsprozess 1951, nicht zuletzt dank der Zeugenaussagen von Alexander Weißberg-Cybulski, Julius Margolin und Elinor Lipper.
1952 bis 1956 recherchierte Rousset über die Lage der Sträflinge in China und verfasste ein entsprechendes Weißbuch. Im Mai 1957 verurteilte CICRC die Repression in Algerien.
Zu Anfang der 1960er Jahre arbeitete Rousset unter anderem für Le Figaro und Le Monde und interviewte Persönlichkeiten der Dritten Welt, darunter Nasser, Ben Bella, Che Guevara. 1965 unterstützte er als „Linksgaullist“ Charles de Gaulle und wurde 1968 als Deputierter von dessen Partei UDR für den Wahlkreis Isère in die Nationalversammlung gewählt. Nach dem Rückzug und Tod de Gaulles, den er wegen seiner Entkolonialisierungspolitik in Algerien bewundert hatte, beendete Rousset sein Mandat als Unabhängiger.
Rousset beschloss seine journalistische Karriere als Reporter des Figaro littéraire, arbeitete auch für den Radiosender France-Culture und publizierte mehrere Bücher, auch Fragments d’autobiographie.

## Werke
- L’Univers concentrationnaire. Edition du Pavois 1946
  - deutsche Ausgabe: Das KZ-Universum, aus dem Französischen von Olga Radetzkaja und Volker Weichsel. Mit einem Nachwort von Jeremy Adler und Erläuterungen von Nicolas Bertrand, Jüdischer Verlag im Suhrkamp Verlag, Berlin 2020, ISBN 978-3-633-54302-1.[6]
- Les Jours de notre mort. Roman. Edition du Pavois 1947
- Jean-Paul Sartre, David Rousset, Gerard Rosenthal: Entretiens sur la politique. Gallimard, Paris 1949
- Vers une seconde révolution en Chine. Saturne 1959 No. 19
- Sur la guerre. Sommes-nous en danger de guerre nucléaire? Ramsay, Paris 1987